# Иваница, Михаил Михайлович
Михаи́л Миха́йлович Иваница́ (укр. Михайло Михайлович Іваниця; род. 8 августа 1960, Ставное, Закарпатская область) — советский футболист, выступавший на позиции полузащитника, украинский футбольный тренер

## Биография
Родился в селе Ставное, на Закарпатье, в семье железнодорожника. Футболом начал заниматься в средней школе, выступал в районных соревнованиях. Во время одного из матчей на юного игрока обратил внимание тренер Александр Филип, который предложил Иванице заниматься под его руководством в ужгородской ДЮСШ-2. В 1979 году Иштван Шандор, главный тренер ужгородской «Говерлы», выступавшей во второй лиге чемпионата СССР, пригласил игрока в команду. В составе «Говерлы» Иваница выступал на протяжении трёх лет. В 1982 году футболист перешёл сумской «Фрунзенец», в котором провёл один сезон, после чего вернулся в «Закарпатье», цвета которого защищал на протяжении последующих трёх лет. Снова появился на уровне команд мастеров в 1988 году, когда стал игроком, возглавляемой Шандором, кировоградской «Звезды», однако отыграв за клуб один сезон, из-за череды травм принял решение завершить выступления. В дальнейшем играл в любительских коллективах
Закончив карьеру игрока, в 1988 году принял предложение перейти на тренерскую работу в ужгородскую ДЮСШ «Трудовые резервы». В 1992 году был приглашён Юрием Чирковым в тренерский штаб «Закарпатья», где проработал до 1997 года. В 1996—1998 годах был главным тренером футбольного клуба «Ужгород», выступавшего в любительских соревнованиях, после чего вернулся в «Закарпатье». В 2001—2002 годах возглавлял «Закарпатье-2», выступавшее во второй лиге чемпионата Украины, затем продолжил работу в тренерском штабе главной команды ужгородцев. В 2008 году, после отставки Владимира Васютика, был назначен главным тренером «Закарпатья». Под его руководством команда стала победителем дивизиона и получила право на выход в Премьер-лигу, однако перед началом следующего сезона ужгородцев возглавил Игорь Гамула, а Иваница стал главным тренером молодёжной команды. Спустя год, после вылета «Закарпатья» из высшей лиги, Иваница вернулся в штаб главной команды, где проработал до 2013 года. Затем возглавлял несколько любительских коллективов. В 2019 году был назначен главным тренером футбольного клуба «Ужгород», дебютировавшего во второй лиге Украины, с которым стал предпоследним в своей группе. После этого некоторое время работал в венгерском клубе «Тарпа», после чего снова непродолжительно возглавлял «Ужгород».

## Семья
Жена — медсестра. Имеет двух дочерей

## Достижения
- Победитель Первой лиги Украины: 2008/09